# Richmond Heights (Floride)
Pour les articles homonymes, voir Richmond Heights.
Richmond Heights est une census-designated place du comté de Miami-Dade, dans l'État de Floride, aux États-Unis,. En 2020, elle compte une population de 8 944 habitants.